# Erlbach (Vogtland)
Erlbach è una frazione della città tedesca di Markneukirchen.

## Storia
Il 1º gennaio 1999 al comune di Erlbach venne aggregato il comune di Wernitzgrün.